# 尼贝库尔
尼贝库尔（法語：Nubécourt，法語發音：[nybekuʁ]）是法国默兹省的一个市镇，属于巴勒迪克区。

## 地理
尼贝库尔（48°59'55"N, 5°10'30"E）面积27.52 平方千米，位于法国大東部大區默兹省，该省份为法国西北部内陆省份，北与比利时接壤，西接马恩省和阿登省，南至上马恩省和孚日省，东临默尔特-摩泽尔省。
与尼贝库尔接壤的市镇（或旧市镇、城区）包括：艾尔河畔欧特雷库尔、博西特、埃夫尔、塔巴河畔富科库尔、伊佩库尔、阿戈讷地区普雷、巴鲁瓦地区圣安德烈。

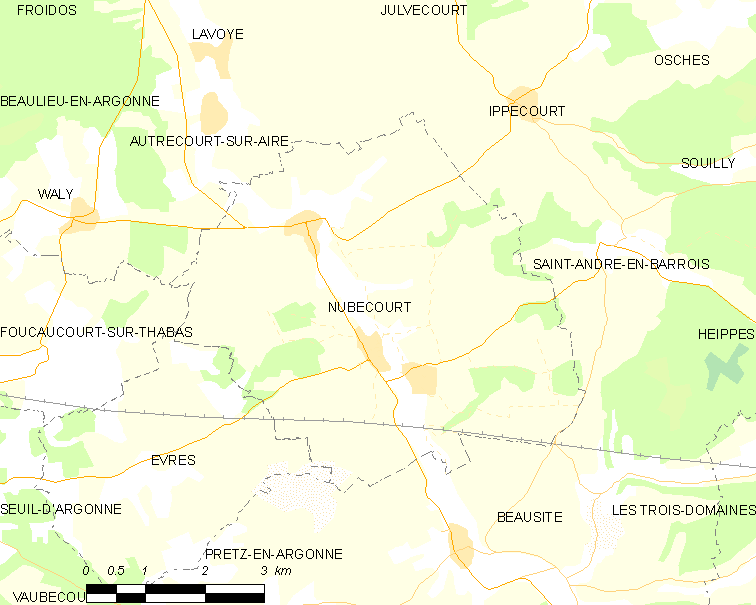
尼贝库尔的OSM定位图

尼贝库尔的时区为UTC+01:00、UTC+02:00（夏令时）。

## 行政
尼贝库尔的邮政编码为55250，INSEE市镇编码为55389。

## 政治
尼贝库尔所属的省级选区为默兹河畔迪约县。

## 人口

1962-2008年间尼贝库尔人口变化图示

尼贝库尔于2022年1月1日时的人口数量为249人。